# Ilia Kulik
Ilia Alexandrovich Kulik (Илья Александрович Куликⓘ; Moscou, RSFS da Rússia, 23 de maio de 1977) é um ex-patinador artístico russo. Ele foi campeão olímpico em 1998.

## Principais resultados
| Resultados                                                                   | Resultados        | Resultados    | Resultados        | Resultados        | Resultados       | Resultados       | Resultados    | Resultados    | Resultados    | Resultados    | Resultados    | Resultados    |
| Internacional                                                                | Internacional     | Internacional | Internacional     | Internacional     | Internacional    | Internacional    | Internacional | Internacional | Internacional | Internacional | Internacional | Internacional |
| Evento/Temporada                                                             | 1992– 1993        | 1993– 1994    | 1994– 1995        | 1995– 1996        | 1996– 1997       | 1997– 1998       |               |               |               |               |               |               |
| ---------------------------------------------------------------------------- | ----------------- | ------------- | ----------------- | ----------------- | ---------------- | ---------------- | ------------- | ------------- | ------------- | ------------- | ------------- | ------------- |
| Jogos Olímpicos                                                              |                   |               |                   |                   |                  | Medalha de ouro  |               |               |               |               |               |               |
| Campeonato Mundial                                                           |                   |               | 9.º               | Medalha de prata  | 5.º              |                  |               |               |               |               |               |               |
| Campeonato Europeu                                                           |                   |               | Medalha de ouro   | Medalha de bronze | 4.º              |                  |               |               |               |               |               |               |
| CS Champions Series Final                                                    |                   |               |                   | 4.º               | 4.º              | Medalha de ouro  |               |               |               |               |               |               |
| CS NHK Trophy                                                                |                   |               |                   |                   | Medalha de prata | Medalha de ouro  |               |               |               |               |               |               |
| CS Skate America                                                             |                   |               |                   | 6.º               |                  |                  |               |               |               |               |               |               |
| CS Skate Canada International                                                |                   |               |                   |                   | Medalha de prata | Medalha de prata |               |               |               |               |               |               |
| CS Trophée Éric Bompard                                                      |                   |               |                   | Medalha de ouro   |                  |                  |               |               |               |               |               |               |
| Finlandia Trophy                                                             |                   |               |                   | Medalha de prata  |                  |                  |               |               |               |               |               |               |
| Karl Schäfer Memorial                                                        |                   |               | Medalha de bronze |                   |                  |                  |               |               |               |               |               |               |
| Nebelhorn Trophy                                                             |                   |               | Medalha de ouro   |                   |                  |                  |               |               |               |               |               |               |
| Internacional – Júnior                                                       |                   |               |                   |                   |                  |                  |               |               |               |               |               |               |
| Campeonato Mundial Júnior                                                    | Medalha de bronze | 11.º          | Medalha de ouro   |                   |                  |                  |               |               |               |               |               |               |
| Nacional                                                                     |                   |               |                   |                   |                  |                  |               |               |               |               |               |               |
| Campeonato Russo                                                             |                   |               | Medalha de prata  | Medalha de prata  | Medalha de ouro  | Medalha de ouro  |               |               |               |               |               |               |
|                                                                              |                   |               |                   |                   |                  |                  |               |               |               |               |               |               |
| Legenda: CS = Champions Series; Competição não foi disputada nesta temporada |                   |               |                   |                   |                  |                  |               |               |               |               |               |               |